# Zac Grossenbacher
Zac Grossenbacher (6 de enero de 1994, Parkersburg (Virginia Occidental)) es un jugador de baloncesto profesional de nacionalidad estadounidense. Mide 2,03 metros y ocupa la posición de ala-pívot. Actualmente es jugador del Club Baloncesto Lucentum Alicante.

## Biografía
Se formó como jugador en la Universidad de West Liberty, que militaría en la NCAA2, donde promedió 10,2 puntos, 8’5 rebotes, 1’5 asistencias y 2’1 tapones por encuentro.
En agosto de 2017, el ala-pívot norteamericano firma por el Palma Air Europa por una temporada con opción a otra y se convierte en el décimo hombre de la plantilla de Xavi Sastre para la temporada 2017-18.